# 富二代
富二代（とみにだい、ピンイン: Fù'èrdài）とは、中国の新興富裕層の子供たちのことである。この言葉は蔑称とされることが多いが、現代中国社会の社会的・道徳的な問題が含まれており、中国のメディアや日常的な議論ではよく使われている。

## 概要
富二代とは、1970年代後半からの改革開放の初期の中国の新興富裕層（成金）の子供のことである。
個人の独創力が富という形で報われるようになり、中国には多くの新しい富裕層が誕生した。このような富裕層は、自らの独創力と努力によって（あるいは共産党の有力者となって新たな社会経済的地位に到達したのかもしれないが）、多くの場合、その子供たちは快適な生活を享受しており、障害のない楽な人生を送っている。
中国の富裕層の多くは、教育のために子供を海外に送り出している。特にアメリカ、カナダ、ヨーロッパの一部では、裕福な中国人留学生が高価な車に乗り、ブランド物の服などを身につけて大学に通う姿がよく見られる。それらの物は、北米やヨーロッパの大多数の学生には手の届かない価格設定になっている。大学側は、中国からのこのような留学生は、高目に設定した授業料でも支払ってくれるため、好意的に見ている。
この用語は、金持ちの両親を持ち、その結果として特権的な教育を受けた人に対するレッテルとしても使用されてきた。フィデル・カストロやドナルド・トランプのような中国人以外の人物についても、中国のメディアでは「富二代」と表現されている。